# Chichester, New Hampshire
Chichester är en kommun (town) i Merrimack County i delstaten New Hampshire, USA med 2 523 invånare (2010). 